# III Cumbre de Unasur
La III Cumbre de Unasur fue encuentro del Consejo de Jefes de Estado y de Gobierno de la Unasur,se realizó en Bariloche, provincia de Río Negro el 28 de agosto de 2009.
La situación de conflicto derivada de los temas tratados en la cumbre anterior dio lugar a la convocatoria inmediata de otra Cumbre de UNASUR para seguir tratando el tema. Se realizó con la presencia de todos los mandatarios de los países miembros, incluido Álvaro Uribe.
En esta reunión, pese a las tensiones previas y a las posiciones de Venezuela y Bolivia, se dio un análisis más sereno especialmente por la actitud moderadora del Brasil, se escucharon las justificaciones de Colombia que apuntaban más que todo a la necesidad de un control efectivo del tráfico de drogas. Se descartaron las propuestas de alianzas militares y de creación de escuelas de defensa regional formuladas por Venezuela y Bolivia, respectivamente. Al final, el problema no pasó del nivel de simples recomendaciones, pero dejó claramente establecido el posicionamiento y los radicalismos que marcan las relaciones en la región.